# 莲花站 (庆尚北道)
蓮花站（：／ Yeonhwa yeok */?）是京釜線沿線的一座鐵路車站，位於韓國庆尚北道漆谷郡枝川面蓮花里，目前不提供載客服務。

## 历史
- 1966年4月8日，落成使用[1]。
- 1967年3月10日，新站舍竣工，客运业务开始办理[2]。

## 车站周边
- 京釜高速公路漆谷物流交流道

## 相鄰車站
韓國鐵道公社
京釜線
倭館－蓮花－新洞